# Monaco Media Diffusion
Monaco Media Diffusion (MMD) é uma sociedade anónima monegasca fundada em 1994, sendo a única licenciada para transmissão de rádio e televisão em Mónaco. A empresa nacional opera transmissores e distribui licenças e frequências em consulta com a União Internacional de Telecomunicações (UIT). A rede MMD transmite digitalmente, na onda FM, ondas longas e ondas médias de vários locais em Mónaco e no sul da França. O MMD é administrado por um conselho de seis membros.
Os canais associados ao MMD, 23 estações em 30 frequências, transmitem 24 horas por dia e cobrem a zona costeira entre Cannes e a fronteira com a Itália.

## História
A MMD foi criada em 1994 como Radiodifusão de Monte-Carlo (MCR) e é um membro ativo da União Europeia de Radiodifusão (EBU) para o Principado de Mónaco, juntamente com a Radio Monte Carlo (RMC), a Télé Monte Carlo (TMC), e a TVMonaco que preside o Grupo de Emissoras Monegascas (GRMC). A sua denominação foi alterada em abril de 2016 na sequência da aquisição maioritária dos acionistas, pelo Principado do Mónaco. O Principado detém agora 51% do capital desta empresa monegasca e o Grupo TDF 49%.

## Atividades
A MMD administra vários locais de distribuição em Mónaco, bem como na França:
- Quatro locais estão localizados em Mónaco, incluindo o do museu oceanográfico.
- Centro Transmissor Madonna (comuna de Peille).
- O sítio Monte Agel (comuna de Peille).
- O sítio Tête de Chien (município de La Turbie).
- Centro de Transmissão Roumoules (04500).

A partir desses sites, a MMD oferece transmissão de rádio em ondas digitais, FM, médias e longas.
Além disso, desde 2017, a MMD transmite canais de TV digital na costa da Riviera, oferecendo um pacote complementar à TDT francesa.